# Roja (novads)
Roja (łot.: Rojas novads) – jeden z łotewskich novadsów, funkcjonujący w latach 2009–2021.

## Historia
Novads powstało na terenach należących przed 2009 do rejonu Talsi.
W skład novadsu wchodził obszar pagastsu Roja, a do 3 stycznia 2011 również pagasts Mērsrags (później osobny novads). Jego stolicą została wieś Roja.
Zlikwidowany w ramach reformy administracyjnej 30 czerwca 2021. Wszedł w całości w skład nowego novadsu Talsi.